# 古鷹型重巡洋艦
古鷹型重巡洋艦（ふるたかがたじゅうじゅんようかん）は大日本帝国海軍の一等巡洋艦（重巡洋艦）の艦級。同型艦2隻。「古鷹」、「加古」の両艦は太平洋戦争緒戦に活躍したが、ともに1942年（昭和17年）に戦没している。

## 概要
第一次世界大戦後、日本海軍は5500トン型軽巡洋艦の建造を行うが、その武装は14センチ砲7門であって、アメリカのオマハ級軽巡洋艦の15.2センチ砲12門やイギリスのホーキンス級大型軽巡洋艦の19.1センチ砲7門に対して劣っていた。そのためこれらの艦に対抗するために、平賀譲造船官による設計で常備排水量7,100トン、20センチ砲6門の偵察巡洋艦として1922年（大正11年）に建造が決定された。
二等巡洋艦（軽巡洋艦）の延長線上にある設計であり、巡洋戦艦に類別が改められたそれまでの一等巡洋艦（装甲巡洋艦）と比べれば小型であるものの、当初から一等巡洋艦として計画されている。この小型の船体にそれより上のクラスの武装を装備するという考え方は、同じ平賀造船官が設計した「夕張」と同様のコンセプトであり、船体を小型化するために装甲板を構造材の一部として兼用するなど、軽量化に努めた。
起工1番艦の「加古」は川内型軽巡洋艦（二等巡洋艦）1番艦の予定艦名であったが、ワシントン会議の影響で建造中止となったため、別設計の一等巡洋艦（当初は「衣笠」、「古鷹」と命名）にそれを流用したものである。そのため、一等巡洋艦としては例外的に川の名前となっている。さらに「加古」は、竣工直前にクレーン事故があったため工事が遅れ、結果的に竣工は2番艦の「古鷹」が先になった。そのため計画時は起工1番艦から加古型一等巡洋艦と呼ばれていたが、後に、先に竣工した「古鷹」がネームシップとなるよう改められた。
ロンドン海軍軍縮会議の結果、「6.1インチを超え8インチ以下の砲備を持つ10,000トン以下の艦」が「カテゴリーA」、通称：重巡洋艦として分類される事となり、本型もそれに該当する事となった。これにより日本海軍は、他国より小型の艦を重巡洋艦扱いされハンデキャップを背負う事になる。もっとも条約を提唱した英国海軍も旧式艦であるホーキンス級が重巡洋艦に該当しており、また新造艦として「古鷹」同様の8インチ主砲6門搭載の条約制限より小型の重巡洋艦をあえて建造している。この条項は後に最上型軽巡洋艦の建造に逆利用されることとなった。

## 艦型
ワシントン条約で定められた「基準排水量10,000トン」は、8インチ砲6門という戦闘に必要な門数を確保する最小排水量として定められた。しかし本型は、以下に述べる数々の新機軸で、その最小とされた排水量以下でそれと同等となる武装を持たせることとなった。

### 配置

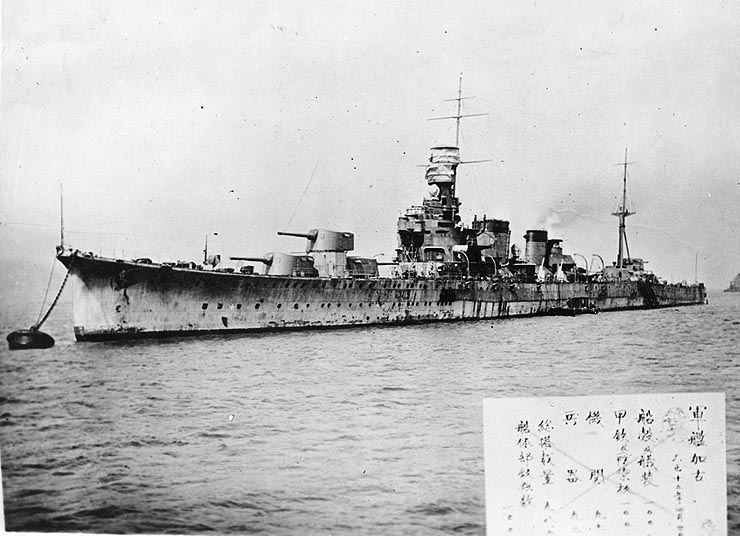
竣工当時の「加古」。

古鷹型は既存の軽巡洋艦に見られない、細く、鋭い平甲板型船体として設計されていた。先方に強く傾斜した艦首から艦首甲板上に50口径三年式20センチ砲を収めた砲塔形式の単装砲架をピラミッド状に2番砲のみ高くして中心線上に3基を配置した。そして艦橋構造は初めて塔型艦橋を採用した。船体中央部には集合煙突型の2本煙突が立ち、これにより艦橋から煙突の距離が開いたために排煙による煤煙問題に良好な結果をもたらした。艦内舷側部には固定式で61センチ連装魚雷発射管が片舷3基6門ずつ計12門が指向できた。後部には前部と同様ピラミッド状に3基の主砲が配置された。

### 砲熕兵装
主砲は50口径三年式20センチ砲を採用した。これを単装式の砲架に搭載したが、人力装填形式で砲員に負担を強いる設計であり、戦闘時に砲内部に用意した弾を撃ち尽くすと、弾庫から人力で100 kgを超える砲弾を運ばなければならず、発射速度が激減する欠点があった。砲身の上下は仰角25度・俯角5度で左右の旋回角度は150度であったが、上部構造物に挟まれた4番砲は前方に左右20度の死角があった。
高角砲は40口径三年式8センチ高角砲を採用した。これを単装砲架で4基4門装備した。単装砲架は360度旋回できたが実際は上部構造物に射界を制限され、俯仰は仰角75度・俯角5度で発射速度は毎分13発だった。

### 水雷兵装
61センチ連装魚雷発射管6基を艦内配置した。

### 航空兵装
古鷹型は、建造当初から航空機を運用することを念頭に置いて建造された艦となった。
ただし、当時はまだカタパルトが実用化されておらず、4番砲の上に水上機を搭載、その前に俯角を付けた滑走台を設け、そこから滑り落とす方法をとった。しかし、滑走台の接続に手間がかかる上、砲撃の際は水上機が破損する問題があった。

### 装甲

竣工当時の古鷹型の船体断面図。青線が構造材、赤線が装甲板を示す。

防御様式は「夕張」の物を踏襲したため、装甲板を強度材の一部として活用している。水線部には9度傾斜した厚さ76 mmのNCVC均質鋼を、甲板には最大で35 mmNCVC均質鋼を貼った。主砲の防御は、前盾と側面部は25 mm、天蓋は19 mmで弾片防御を目的としたものであった。主砲弾薬庫は船体防御とは別個に、側面に51 mmと上面に35 mm装甲で防御されていた。
他に水雷防御として舷側装甲の裏に1層の水密区画が設けられ、水線下には燃料タンクと兼用のバルジがあり浮力に配慮したが、設計段階で水線部装甲は4.2 mであったはずが建造時の重量増加により実際には常備排水量で2.2 mの高さしか出ないという結果となった。

### 機関

竣工当時のボイラー配置を示した図。F1が1番煙突の範囲、F2が2番煙突の範囲で褐色がボイラーを示す。

機関にはロ号艦本式水管缶を採用した。これは過熱器を用いる最新型であったが、制作時の技術力により高温高圧の蒸気により蒸気管の劣化が続発してトラブルに悩まされた。これを重油専焼水管缶10基と石炭専焼水管缶2基の混載で計12基を搭載した。ボイラー室は横隔壁により4室に分かれ、さらに2番～4番缶室の中央に縦隔壁を設けて7室としていた。1番煙突は1番・2番ボイラー室すべてと3番ボイラー室の前側2基の計8基を受け持ち、ボイラー4基あたり煙路1つで計2つの煙路を受け持つ集合煙突とされた。2番煙突は3番ボイラー室後側2基と4番ボイラー室の石炭専焼缶すべてを受け持っていた。

タービンの配置を示した図。HPが高圧衝動型タービン、LPが低圧反動型タービン、CTが巡航用タービンで褐色のMGが減速ギアボックスである。

推進機関は、「古鷹」がパーソンズ式高圧衝動型タービンと低圧反動型タービンを1組で1基としてギアボックスで繋いだオール・ギヤード・タービン4基4軸推進で、「加古」はブラウン・カーチス式オールギヤード・タービン4基4軸推進で構成が異なっていた。出力102,000馬力で最大速力35.5ノットを発揮した。機械室はボイラー室の後部に位置し、中央隔壁により左右に2部されていた。この中央隔壁のために機関区に浸水が起きると片側に重量が寄ってしまい、反対側は浮力を残しているために浮き上がり、結果として横転しやすい欠点を負った。ただ、中央隔壁を設けたことで被雷しても艦全体に浸水することがなく、浸水量を抑えられる利点もあった。

### 排水量の超過
これらの新機軸をいくつも盛り込んで建造されたが、完成してみると原設計の7,100トンに排水量が収まらず10パーセント以上も大きくなる事態となった。この問題は設計にミスがあったわけでなく、施工側の造船所関係者が今までにない革新的な設計のため、現場で設計を変更してしまった結果である。
通常、ここまで排水量が上回ると艦の性能に悪影響が出るはずだが、本型は決定的な問題は見当たらず、基礎設計の優秀さを証明することとなった。

## 青葉型
古鷹型の設計を基に、主砲を連装砲3基に変更したものが青葉型であり、「青葉」「衣笠」の2隻も古鷹型に含める場合もある。
元々英米の軽巡洋艦に対抗するために建造されたのであるが、ワシントン軍縮条約の結果この排水量に拘る必要性を失ってしまった。条約上限最大の艦を各国も建造することが海軍もわかっていたため、排水量10,000トン、20センチ砲8門で魚雷発射管8門、13ノットで10,000海里の航続距離の艦（妙高型原案）を計画すると共に、そのテストケースとして、主砲6門ながら単装から連装に、高角砲も門数は同じながら新型の12センチ砲に変更した。航空機用のカタパルトを搭載する事として改良を加えた形で建造をされることとなった。

## 竣工後の改装
滑走台は1930年までに撤去され、「加古」は1931年（昭和6年）から1932年（昭和7年）頃、古鷹は1932年（昭和7年）から1933年（昭和8年）頃にカタパルトを装備した。
この際に高角砲も青葉型と同じ12センチ高角砲に改められた。これを単装砲架で4基4門装備した。砲架の旋回角度は140度で俯仰は仰角75度・俯角10度で発射速度は毎分34発だった。また高角装置が第1煙突前方両舷に鉄骨状のプラットフォームを設けて装備された。更に艦橋前部中段に13ミリ連装機銃がスポンソンを設けて設置された。またこの時期に探照灯の換装も行われたと思われる。

## 大改装

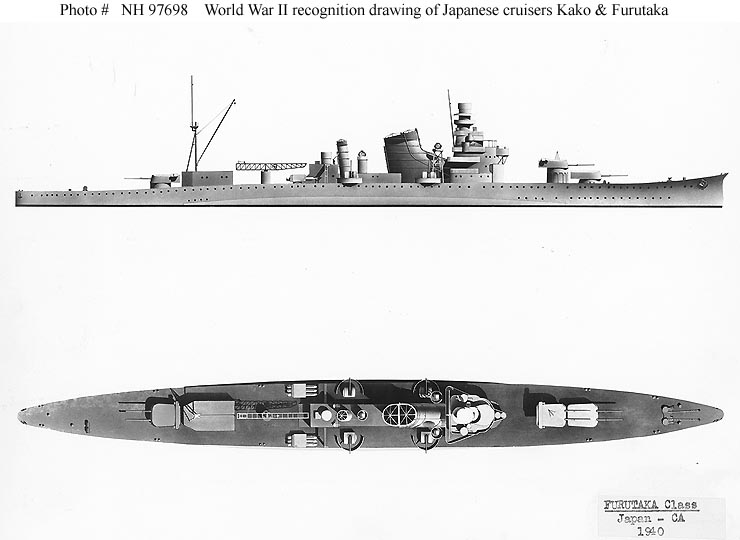
近代化改装後の古鷹型の艦容を示したイラスト。

加古は1936年(昭和11年)から1937年(昭和12年)に、古鷹は1938年(昭和13年)から1939年(昭和14年)にかけて大改装が行われ、青葉型とほぼ同一の艦容となった。なお、船殻工事は大阪鉄工所桜島工場で行われた。

### 兵装
主砲は人力装填の20センチ単装砲6基から条約制限一杯かつ機力装填の20.3センチ連装砲3基6門に換装された。また仰角は40度まで引き上げられ、その結果射程は26,700 mまで延びた。また九一式徹甲弾が使用できるようになり、攻撃力が増大した。新型砲の仰角は40度、俯角は5度で左右の旋回角度は150度であった。発射速度は毎分3～5発に向上した。換装にあたっては元々船体強度がしっかり確保されていたため、集弾性は妙高型以降の重巡よりも良かったという。
なお、この変更に対し「妙高型から外された20センチ砲の内径を3 mm削って拡大した」との記述が書籍等で記載されているが、実際には、この主砲のライフリングが施された内筒（通常砲身の内筒は交換出来るようになっている）を8インチ砲用に交換した物である。

舷側配置の固定式61センチ連装発射管6基12門は旋回式の61センチ四連装魚雷発射管に一新され、カタパルトの下の上甲板に片舷1基ずつ計2基が配置された。この発射管は新型の九三式酸素魚雷を使用でき、有効射程が増大した。

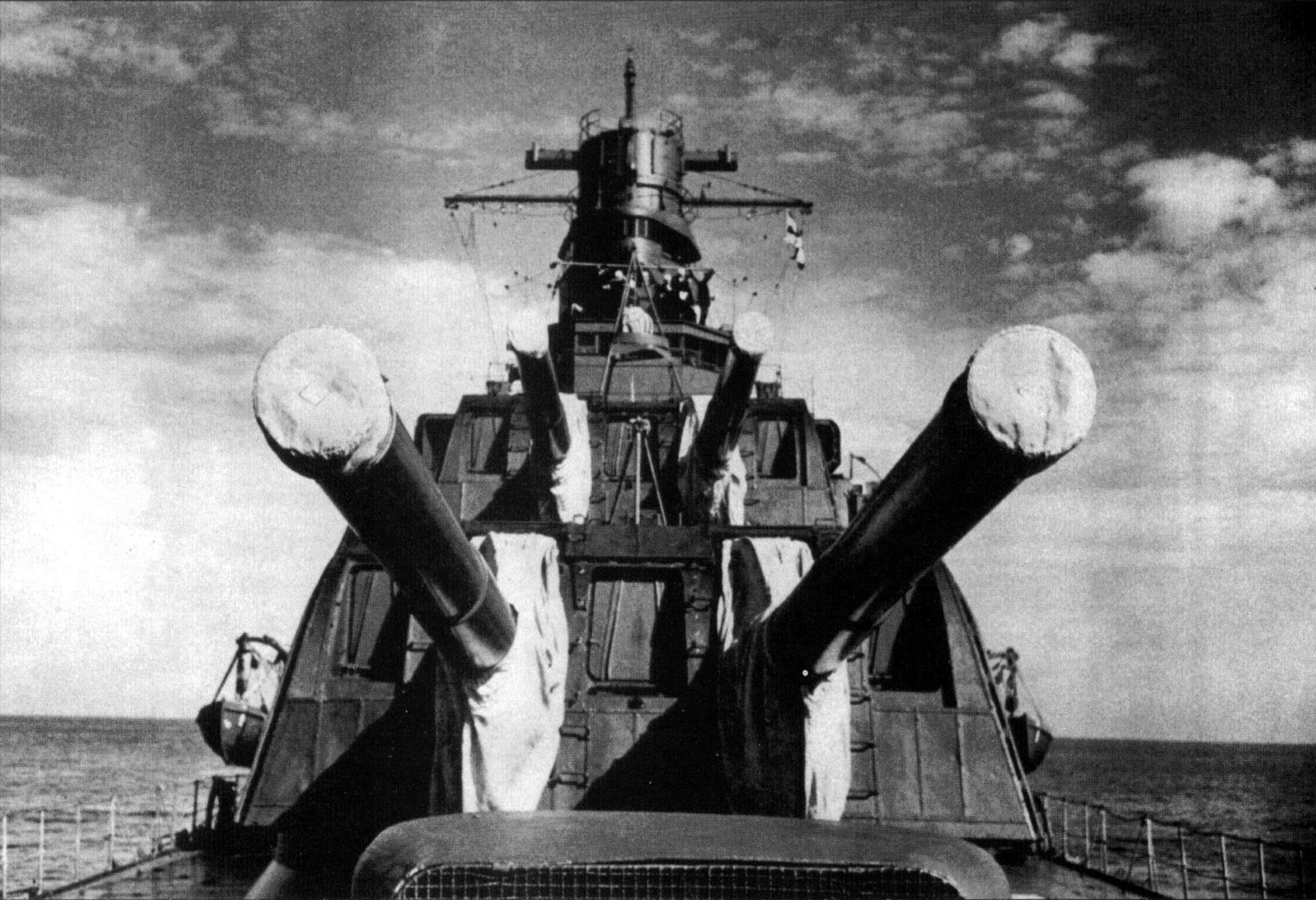
改装後の「加古」前部主砲群
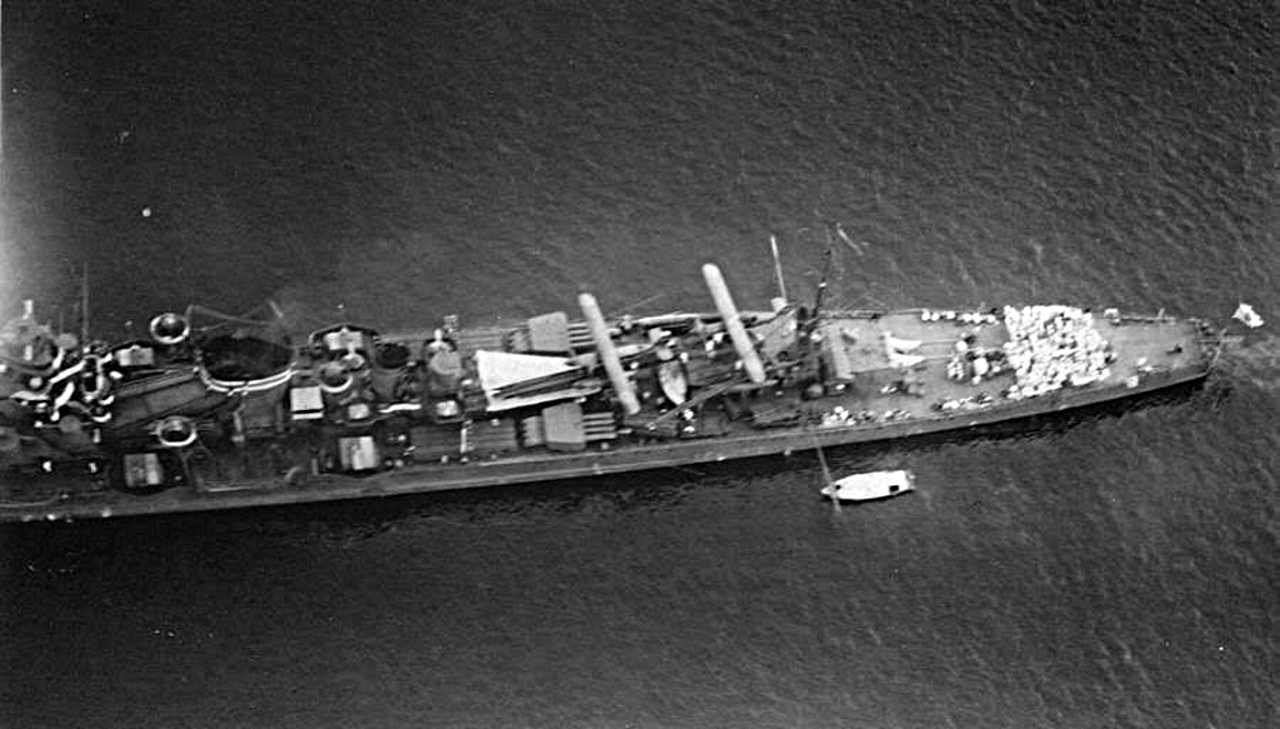
近代化改装後の加古後部（1941年）。左右舷に各1基装備された61 センチ四連装魚雷発射管が確認できる。

### 機関
石炭専焼水管缶2基が撤去されてボイラーは重油専焼水管缶8基に統一された。排水量の増加やバルジ追加により抵抗が増して速力は32ノット台にまで低下した。

### 船体・艤装

近代化改装後の本型の船体の断面図。青線が構造材、赤線が装甲板、黒線が新たに追加されたバルジを示す。

船体には重量増加のため浮力と安定性向上のためにバルジが追加されて艦幅が増した。また舷側装甲が水面下にならないようにした。
外観上の変化では塔型艦橋が大型化した。

### 評価
「加古」艦長によれば、居住性が悪い上に乾舷が低く、内火艇の通過に伴う波で舷窓から水が流れ込むため、常に窓を閉めていた。そこで各艦からは「水族館」という渾名をつけられていた。

## エピソード
- 建造当時の古鷹型は日本海軍期待の巡洋艦であり、皇族が関係した機会が多い。
  - 「加古」は1925年（大正14年）4月の進水時、梨本宮守正王が列席した[7]。
  - 1926年（大正5年）9月25日[8]、長崎造船所で行われた「青葉」の進水式には高松宮宣仁親王が海軍少尉として「古鷹」に乗艦しており[9]、御召艦任務のため「加古」も参加した[10]。
  - 1927年（昭和2年）に昭和天皇が戦艦「山城」を御召艦に小笠原諸島〜奄美大島方面を航海した後、「加古」「古鷹」のいずれかを御召艦として八丈島へ行幸する計画が立案された[11]が、実現しなかった。
- 1929年5月2日、イギリス王室グロスター公爵ヘンリー王子が乗艦する重巡洋艦「サフォーク (HMS Suffolk, 55) 」が来日した際、「加古」と「古鷹」が出迎えた[12]。3隻の乗員は互いの艦を見学するなどして交流した[13]。あるイギリス士官の感想は「斯うした窮屈な艦を日本が造り得るのはせいぜいあと十年だらう。今に国民の生活程度が向上してこんな住居（すまゐ）には堪えられなくなる時が日本にもやがて来るに違ひない。」だった[14]。